# Rousetins
Els rousetins (Rousettinae) són una subfamília de ratpenats que viuen al Vell Món, des d'Àfrica fins al sud-est asiàtic, passant per Madagascar i diversos arxipèlags de l'oceà Índic. La seva dieta es compon principalment de fruita o nèctar, segons l'espècie. Els rousetins frugívors han desenvolupat adaptacions que els permeten viure a llocs on hi ha poca fruita madura.